# Méteren
Méteren település Franciaországban, Nord megyében. Lakosainak száma 2230 fő (2022. január 1.). Méteren Berthen, Saint-Jans-Cappel, Strazeele, Bailleul, Flêtre, Godewaersvelde és Merris községekkel határos.

## Népesség
A település népességének változása:
| Lakosok száma | 2157 | 2238 | 2315 | 2314 | 2314 | 2307 | 2281 | 2256 | 2230 |
|               | 2013 | 2015 | 2016 | 2017 | 2018 | 2019 | 2020 | 2021 | 2022 |